# Vincent Mangematin
 (octobre 2012).
Si vous disposez d'ouvrages ou d'articles de référence ou si vous connaissez des sites web de qualité traitant du thème abordé ici, merci de compléter l'article en donnant les références utiles à sa vérifiabilité et en les liant à la section « Notes et références ».
Vincent Mangematin, né le 27 avril 1965 à Lyon, est Directeur de l'Esdes Business School, Ecole de Management de l'Université Catholique de Lyon. Il est aussi Doyen du pôle facultaire Sciences Economiques et Management de l'Université catholique de Lyon.
De 1993 à 2010, il a été  Directeur de recherche à l'Institut national de recherche pour l'agriculture, l'alimentation et l'environnement et chercheur français en gestion, spécialiste en stratégie, management stratégique de l’innovation et management technologique, puis professeur et directeur scientifique à Grenoble École de management de 2010 à 2018 et doyen et directeur académique de Kedge Business School  de 2018 à 2023.
En tant que dirigeant de l'une des écoles de commerce les plus originales d'Europe, Vincent Mangematin favorise la réussite des apprenants et soutient l'impact. Pour garantir la réussite des apprenants, l'ESDES Business School adopte une pédagogie expérientielle qui expose les apprenants aux problèmes actuels et concrets auxquels les entreprises sont confrontées. C'est aussi un moyen de mieux connecter les étudiants à la recherche et de les sensibiliser à la valeur ajoutée de la recherche pour traiter des problèmes non routiniers. L'ESDES Business School a un impact positif sur cinq communautés principales : Le monde universitaire pour influencer le programme de recherche des collègues, les étudiants pour les exposer aux dernières découvertes, méthodes de recherche ou concepts, les entreprises pour inspirer et accompagner leur transformation et enfin les autorités publiques pour influencer les décideurs politiques et le grand public pour contribuer à la compréhension générale des transformations en cours et de leurs conséquences. Il influence non seulement la manière de diffuser la recherche, mais aussi la conception de nouvelles recherches, en se concentrant sur les questions non résolues des parties prenantes.
La mission de l’ESDES Business School est le reflet de son ambition initiale : « Dans un monde globalisé et numérique, l’Esdes prépare les étudiants et les professionnels, par l’Éducation et la Recherche, à créer durablement de la valeur, afin de favoriser l’émergence d’une économie responsable ».
En tant que chercheur et professeur, Vincent Mangematin a travaillé sur l’innovation dans les biotechnologies, les nanotechnologies, industries culturelles et l’éducation. Ses recherches portent sur les phénomènes émergents pour mieux comprendre comment les entreprises créent de nouveaux modèles économiques et comment les universités transfèrent les connaissances au monde économique.
Il est éditeur associé à Technological Forecasting and Social Change.
Comme chercheur, Vincent  a travaillé sur l’innovation et les industries du tertiaire, comme les industries culturelles et l’éducation. Ses recherches se sont intéressées aux phénomènes émergents pour mieux comprendre comment les entreprises créent de nouveaux modèles économiques, valorisent les activités quand les marchés sont évanescents et bénéficient des transformations liées à l’économie digitale. Il a publié une centaine d’articles souvent cités. Il est éditeur associé à Technological Forecasting and Social Change. Il a été membre des comités éditoriaux de Research Policy et Organisation Studies.

## Formation et carrière
Vincent Mangematin est docteur en sciences de gestion (université Paris-Dauphine - 1993) et ancien élève de l’ENS Cachan. Sa thèse intitulée Recherche coopérative et stratégie de normalisation porte sur les processus de compétition technologique.
Chargé de recherche à l’INRA, Vincent Mangematin travaille sur les modalités de transfert de technologie entre le secteur académique et l’industrie. Il est nommé directeur de l’unité INRA Grenoble en 1999 et directeur de recherches en 2000. De 2010 à 2018, il est professeur et directeur scientifique au sein de Grenoble École de management. De juin 2018 à septembre 2023, il a été doyen et directeur académique de Kedge Business School.
Professeur invité dans diverses universités (Université du Québec, Georgia Institute of Technology, École polytechnique Chalmers, Cass Business School) ainsi qu’à l’ESSEC, il a également été professeur invitéé à l'Institut de technologie de Dublin.

## Travaux

### Présentation
Vincent Mangematin travaille sur les processus d’innovation dans les situations de compétition technologique. Il s’est successivement intéressé aux mécanismes de transfert de technologie, notamment la circulation des individus entre organisations et les plateformes technologiques, à la création et à la croissance des start-ups high tech, aux rôles des clusters et pôles de compétitivité et à l’émergence de nouveaux business models. Ses approches théoriques s’articulent autour de deux axes : d’une part le renouvellement des approches en stratégie grâce à la notion de business models ; d’autre part aux rôles de la visibilité, de la reconnaissance et de la renommée dans l’économie de la connaissance, notamment dans les domaines artistiques (architecture), dans la recherche et dans les business schools.
Ses recherches analysent les conditions de changement des dynamiques d’innovation au sein de diverses industries et institutions : nanotechnologie, biotechnologie, industrie culturelle et sciences de gestion.
Les domaines de recherche principaux de Vincent Mangematin sont le management stratégique de l’innovation, le rôle des communautés d’utilisateurs dans le processus d’innovation, les processus d’institutionnalisation qui accompagnent le développement ou l’évolution d’environnements, ainsi que l’évolution et la globalisation des écoles de management.
Vincent Mangematin travaille depuis dix ans sur les business models et l'activité de business modelling, décrite comme une activité stratégique.
Vincent Mangematin a reçu en 2008 un prix des publications de l’IAMOT (International Association for Management of Technology) le reconnaissant comme l’un des 50 meilleurs auteurs mondiaux sur le management de la technologie et de l’innovation pour ses recherches entre 2003 et 2007.

### Création et transmission des connaissances
Vincent Mangematin a exploré diverses stratégies de création et de transmission des connaissances au sein d’organisations fondées sur le savoir ainsi que les stratégies entre ces organisations.
À partir de l’exemple des biotechnologies et nanotechnologies, il a effectué des travaux sur l’évolution des entreprises au sein d’industries émergentes. Dans les phases d'émergence, les business models sont redéfinis, tout comme les relations entre les acteurs et les frontières de l'industrie. , en montrant que l'industrie,.
Les phases d'émergence redistribuent la répartition géographique des activités scientifiques, technologiques et économiques.[réf. nécessaire], notamment par les recherches sur la géographie de l’innovation qui ont montré que :
- Les clusters encouragent la création d’entreprises mais pas leur croissance
- Les clusters dont la politique est fondée sur la croissance génèrent des déséconomies d’échelle, une concurrence plus forte entre les acteurs économiques locaux et une forte pression sur les ressources
- Les gestions de clusters fondées sur l’exclusivité et la visibilité sont synonymes de succès
- Le type de gouvernance des clusters est primordial

Vincent Mangematin a également contribué, en collaboration avec Esther Tippmann et Pamela Sharkey-Scott, à l’analyse de la construction et de la circulation des connaissances via les cadres intermédiaires au sein des entreprises multinationales.

### Transfert de technologie et management des organismes de recherche publique
Les stratégies de transfert de technologie sont essentiellement fondées sur des alliances de recherche ou sur l’établissement de brevets et de licences, mais Vincent Mangematin s’est concentré sur les autres modes possibles de transfert de technologies, tels que la création d’entreprise et la mobilité des ressources humaines des universités vers les industries. Il s’est penché notamment sur l’individu en tant que mécanisme central du transfert de technologie, processus spécifiquement observé sur des chercheurs à mi-carrière, vers 40-50 ans.
Il s’est aussi intéressé au management d’équipements de recherche partagés en tant que mode de transfert technologique.
Enfin, il a travaillé sur la définition des programmes de recherche, notamment en sciences de la vie.

## Publications
{{boîte déroulante
| titre = Articles publiés
| contenu = 
- Battard, N. & Mangematin, V. (2012). ‘Idiosyncratic distances: Practices around mobile technologies.’ Technological Forecasting and Social Change, Forthcoming.
- Daniela, B., Cristina, C. & Mangematin, V. (2012). ‘Rejuvenating Nanoclusters with “Sleeping Anchors”: pre-adaptation and life cycle.’ Technovation, 32(3-4), 245-255.
- Mangematin, V. & Khalid, E. (2012). ‘The determinants of the science-based cluster growth: the case of nanotechnologies.’ Environment and Planning C, 30, 128-146.
- Reilly, M., Scott, P. S. & Mangematin, V. (2012). ‘Alignment or independence? Multinational subsidiaries and parent relations.’ Journal of Business Strategy, 2(33), 411
- Setven, W. & Mangematin, V. (2012). ‘The future of Nanotechnologies.’ Technovation, 32(3-4), 157-160.
- Tippmann, E., Scott Sharkey, P. & Mangematin, V. (2012). ‘Problem Solving in MNCs: How subsidiary managers do (and do not) create global solutions.’ Journal of International Business Studies, 48(43), 746-771.
- Valerie, S., Kennard, A. & Mangematin, V. (2012). ‘When technological discontinuities and disruptive business models challenge dominant industry logics: Insights from the drugs industry.’ Technological Forecasting and Social Change, 5(79), 949–962.
- Blanco, S., Corine, G., Berangere, D. & Mangematin, V. (2011). ‘Project Management: Learning by Violating Principles.’ Advances in Strategic Management, 28, 187-212.
- Mangematin, V., Errabi, K. & Gauthier, C. (2011). ‘Large players in the nanogame: Dedicated nanotech subsidiaries or distributed nanotech capabilities?’. The Journal of Technology Transfer, 36(6), 640-664.
- Amir-Aslani, A. & Mangematin, V. (2010). ‘The future of drug discovery and development: Shifting emphasis towards personalized Medicine.’ Technological Forecastin and Social Change, In press.
- Baucher, M. A., Bittoun, P., Mégarbane, B., Mangematin, V. & Amir-Aslani, A. (2010). ‘Des biomarqueurs pour le développement d'une médecine personnalisée.’ Spectra Biology, (178), 18-19.
- Dahan, A. & Mangematin, V. (2010). ‘Recherche et temps perdu. La place des tâches administratives dans le métier académique.’ Gérer et comprendre, .
- Mangematin, V. & Rieu, C. (2010). ‘The Determinants of Science-Based Cluster Growth: The Case of Nanotechnology.’ RMT Working paper series,
- Sabatier, V., Mangematin, V. & Rouselle, T. (2010). ‘Orchestrating networks in the biopharmaceutical industry: small hub firms can do it.’ Production Planning & Control, 21(2), 218 - 228.
- Sabatier, V., Rousselle, T. & Mangematin, V. (2010). ‘From Recipe to Dinner: Business Model Portfolios in the European Biopharmaceutical Industry.’ Long Range Planning, 43(2).
- Parmentier, G. & Mangematin, V. (2009). ‘Innovation et création dans le jeu vidéo’. Revue Française de Gestion, (191), 71 – 87
- Boutinot, A. & Mangematin, V. (2008). ‘Que retenir de la brève rencontre entre Quicksilver et Rossignol?’. Technology Review,
- Durand, R., Bruyaka, O. & Mangematin, V. (2008). ‘Do science and money go together? The case of the french biotech industry.’ Strategic Management Journal, 29(12), 1281-1299.
- Avenel, E., Favier, A. V., Ma, S., Mangematin, V. & Rieu, C. (2007). ‘Diversification and hybridization in firm knowledge bases in nanotechnologies.’ Research Policy, 36(6), 864-871.
- Bozeman, B., Laredo, P. & Mangematin, V. (2007). ‘Understanding the emergence and deployment of nano S&T.’ Research Policy, 36(6), 807-812.
- Genet, C., Mangematin, V., Aggeri, F. & Lanciano-Morandat, C. (2007). ‘Modèle d'activité dans l'instrumentation en biotechnologie: Construire l'offre ou répondre à la demande?’. Revue d'Economie Industrielle, 4(120).
- Kahane, B. & Mangematin, V. (2007). ‘Nanotechnologies : un modèle de développement économique à inventer ?’. Technology Review, .
- Mangematin, V. & Fuller, C. B. (2007). ‘Global Contests in the Production of Business Knowledge: Regional Centres and individual Business Schools.’ Long Range Planning, 41(1), 117-139.
- Parmentier, G. & Mangematin, V. (2007). ‘La double nature du jeu vidéo.’ L'Expansion Management Review, (126), 18-25.
- Robinson, D. K., Rip, A. & Mangematin, V. (2007). ‘Technological agglomeration and the emergence of clusters and networks in nanotechnology.’ Research Policy, 36(6), 871-879.
- Zhang, J., Fuller, C. B. & Mangematin, V. (2007). ‘Technological Knowledge Base, R&D Organization Structure and Alliance Formation: Evidence from the Biopharmaceutical Industry.’ Research Policy, 36, 515-528.
- Autant-Bernard, C., Massard, N. & Mangematin, V. (2006). ‘Creation of Biotech SMEs in France.’ Small business Economics, 26(2), 173-187.
- Dahan, A. & Mangematin, V. (2006). ‘Des questions qui fâchent.’ Liberation, .
- Sabatier, M., Carrère, M. & Mangematin, V. (2006). ‘Profiles of academic activities and careers: Does gender matter? An analysis based on French life scientist CVs.’ Journal of Technology Transfer, 31(3), 311-324.
- Senker, J., Reiss, T., Mangematin, V. & Enzing, C. (2006). ‘Reaping the Results of Policy: Biotechnology: Development in Europe.’ Nature Biotechnology, submitted.
- Zhang, J., Fuller, C. B., Mangematin, V. & Nesta, L. (2006). ‘The influence of knowledge base and organisational structures on basic R&D collaboration’
- Autant-Bernard, C., Mangematin, V. & Massard, N. (2005). ‘L'influence des profils scientifiques et technologiques régionaux sur la création et croissance des PME high tech.’ Education et formations, (73).
- Catherine, D., Corolleur, C. & Mangematin, V. (2005). ‘How Shareholders manage their risk when they invest in high tech start-ups? The example of the French Biotech SMEs.’ , .
- Durand, R. & Mangematin, V. (2005). ‘Essay: Tales and Stories about the biotech industry evolution.’ WP, .
- Mangematin, V. & Peerbaye, A. (2005). ‘Les grands équipements en sciences de la vie : Quelle politique publique?’. Revue Française d'Administration Publique, 112, 705-718.
- Peerbaye, A. & Mangematin, V. (2005). ‘Sharing research facilities: Towards a New Mode of Technology Transfer.’ Innovation: Management Practice and Policy, 7(1), 23-38
- Bozeman, B. & Mangematin, V. (2004). ‘Editor's introduction: building and deploying scientific and technical human capital.’ Research Policy, 33(4), 565-568.
- Catherine, D., Corolleur, C., Carrere, M. & Mangematin, V. (2004). ‘Turning Scientific and Technological Human Capital into Economic Capital: The Experience of Biotech Start-ups in France.’ Research Policy, 33(4), 631-642.
- Catherine, D., Mangematin, V. & Nesta, L. (2004). Performances of Innovative Networks.  , .
- Dany, F. & Mangematin, V. (2004). ‘Beyond the Dualism Between Lifelong Employment and Job Insecurity : Some New Carrer Promises for Young Scientists.’ Higher Education Policy, 17, 201-219.
- Mangematin, V. (2004). À propos du livre de Claude Michaud et Jean-Claude Thoeing "Stratégie et Sociologie de l'entreprise", Village mondial, Paris, 2001. Gérer et comprendre, .
- Mangematin, V. (2004). ‘L'influence internationale de la recherche en gestion produite en France : Une analyse à partir des publications dans les revues du SSCI : 1991-2002.’ Gérer et Comprendre, .
- Mangematin, V. (2004). ‘From sectoral to horizontal public policies to support biotechnology: Evolution in Europe (1994-2001).’ Science and Public Policy, 31(5), 396-407.
- Mangematin, V. & Robin, S. (2003). ‘The double face of PhD Students : The example of Life Sciences en France.’ Science and Public Policy, 30(6), 405-414.
- Mangematin, V., Lemarie, S., Boissin, J. P., Catherine, D., Corolleur, F., Coronini, R. et al. (2003). ‘Sectoral system of innovation, SMEs development and heterogeneity of trajectories.’ Research Policy, 32(4), 621-638.
- Fuller, C. B., Bozeman, B. & Mangematin, V. (2002). ‘The scientfic and technical odyssey within and between organisations.’ Organization Studies, 2(23), 309-313.
- Mangematin, V. (2002). À propos du livre de Philippe Warin  Les dépanneurs de justice : les  petits fonctionnaires  entre qualité et équité , L.G.D.J. Collection droit et société. Gérer et Comprendre, Décembre.
- Mangematin, V. (2002). ‘Doctorants-consultants?.’ Pour la science, 298, 16.
- Mangematin, V. (2001). ‘Individual careers and collective research : is there a paradox ?’. International Journal of Technology Management, 22(8), 670-675.
- Mangematin, V. & Mandran, N. (2001). ‘Insertion professionnelle des docteurs en sciences sociales : Qu'apporte une thèse ?’ Revue de Gestion des Ressources Humaines, 39(1), 57-72.
- Branciard, A. & Mangematin, V. (2001). ‘The evolution of the French public policy to promote biotech genomics.’ Science and Public Policy, Submitted.
- Lemarie, S., Mangematin, V. & Torre, A. (2001). ‘Is the creation and development of biotech SMEs localised ? Conclusions drawn from the French case.’ Small Business Economics, 17(1-2), 61-76.
- Lemarie, S., Torre, A. & Mangematin, V. (2001). ‘Création et développement des PME dans le secteur des biotechnologies : le cas français.’ Economie Rurale, 263, 2-15.
- Mangematin, V., Lemarie, S. & Catherine, D. (2001). ‘French ag-biotech SMEs : Development Prospects.’ Agbioforum, 4(2)
- Camara, A. & Mangematin, V. (2000). ‘Stockmarket : the promised land?’. Biofutur, Special issue, 58-61.
- Lemarie, S. & Mangematin, V. (2000). ‘Les PME françaises de biotech : Quels développements?’. Inra Mensuel, 106.
- Lemarie, S. & Mangematin, V. (2000). ‘Biotech firms in France.’ Biofutur, Special Issue, 32-42.
- Lemarie, S., Delooze, M. A. & Mangematin, V. (2000). ‘The Development of Biotech SMEs : The role of size, technology and market in France, Germany and United Kingdom.’ Scientometrics, 47(3), 541-560.
- Lemarie, S., Looze, M. A. & Mangematin, V. (2000). ‘Dynamics of innovation and strategies of development of SMEs in biotechnology : the role of size, technology and market.’ Scientometrics, 3(47).
- Lemarié, S., Delooze, M. A. & Mangematin, V. (2000). ‘Strategies of European SMEs in Biotechnology: the Role of Size, Technology and Market.’ Scientometrics, 47(3), 541-560.
- Mangematin, V. (2000). À propos de l'ouvrage de T. Picq : “Gérer une équipe projet.” Gérer et Comprendre, 50(Mars).
- Mangematin, V. (2000). ‘PhD Job Market : Professional Trajectories and Incentives During the PhD.’ Research Policy, 29(6), 741-756.
- Mangematin, V. & Mandran, N. (2000). ‘Les entreprises peu intensives en R&D peuvent-elles bénéficier des externalités de la recherche publique : implications pour les politiques de soutien à l'innovation.’ Cahiers d'Economie et Sociologie Rurales, 53, 6-26.
- Mangematin, V. & Mandran, N. (2000). ‘Faire sa thèse à l'INRA : un passeport pour l'emploi ?’ INRA-Mensuel, (103), 34-36.
- Mangematin, V. & Mandran, N. (2000). ‘The Careers of Social Science Doctoral Graduates in France: the Influence of How the Research was Carried Out.’ European Journal of Education, (35), 111-124.
- Mangematin, V. & Robin, S. (2000). ‘A la recherche du premier emploi.’ Biofutur, 198, 30-33.
- Mangematin, V., Mandran, N. & Crozet, A. (2000). ‘Careers of social science Phd graduates in France.’ European Journal of Education, 35(1), 111-124.
- Camara, A. & Mangematin, V. (1999). ‘La bourse, une terre promise?’ Biofutur, 194(Nov), 72-75.
- Camara, A., Lemarie, S. & Mangematin, V. (1999). ‘Les nouveaux marchés européens.’ Biofutur, 194(Nov), 76-79.
- Coronini, R. & Mangematin, V. (1999). ‘From individual scientific visibility to collective competencies : the example of an academic departement in social sciences.’ Scientometrics, 45(1), 55-80.
- Lemarie, S. & Mangematin, V. (1999). ‘Beaucoup d'appelés, peu d'élus.’ Biofutur, (194), 64-66.
- Lemarie, S. & Mangematin, V. (1999). ‘Des sociétés jeunes, aux profils variés.’ Biofutur, (194), 56-59.
- Lemarie, S. & Mangematin, V. (1999). ‘Les biotechnologies et leurs marchés.’ Biofutur, (194), 60-63.
- Mangematin, V. & Nesta, L. (1999). ‘What kind of knowledge can a firm absorb?’ International Journal of Technology Management, 37(3-4), 149-172.
- Gollac, M., Mangematin, V., Moatty, F. & Laurent, A. D. (1998). ‘Informatisation : l'entrée du marché dans l'organisation.’ Revue Française de Gestion, 118, 102-114.
- Joly, P. B., Lemarie, S. & Mangematin, V. (1998). ‘Coordination de la Recherche et Apprentissage Relationnel : Une Analyse Empirique des Contrats entre un Organisme Public de Recherche et des Firmes industrielles.’ Revue économique, 49(4), 1-21.
- Joly, P. B., Lemarié, S. & Mangematin, V. (1998). ‘Coordination et incitations dans les contrats de recherche : le cas des accords publics/privés.’ Revue Economique, 49(4), 1129-1149.
- Joly, P. B. & Mangematin, V. (1997). ‘Le modèle levure est-il exportable ?’ Biofutur, (173), 22-24.
- Joly, P. B. & Mangematin, V. (1997). ‘Stratégies d'appropriation dans la recherche sur les génomes.’ Biofutur, 169.
- Mangematin, V. (1997). ‘De la capacité d'absorption à la capacité de gestion : l'exemple des PMI de l'agro-alimentaire en Rhône-Alpes.’ Cahiers d'Economie et Sociologie Rurales, (44), 85-105.
- Mangematin, V. (1997). ‘Y a-t-il trop de docteurs en sciences de la vie ?’ Biofutur, (171), 37-39.
- Mangematin, V. & Joly, P. B. (1997). ‘L'organisation des recherches sur le séquençage : le 'modèle levure' est-il exportable?’ Biofutur, 169.
- Stephan, P. & Mangematin, V. (1997). ‘Le stress des jeunes chercheurs américains.’ Biofutur, 167, 38-40.
- Estades, J., Joly, P. B. & Mangematin, V. (1996). ‘The dynamics of industrial relations in a major public research institute's laboratories: Coordination, learning, reputation and confidence.’ Sociologie Du Travail, 38(3), 391-{&}.
- Estades, J., Joly, P. B. & Mangematin, V. (1996). ‘Dynamique des relations industrielles dans les laboratoires d'un grand organisme public de recherche : Coordination, apprentissage, réputation et confiance.’ Sociologie du travail, 3, 391-407.
- Joly, P. B. & Mangematin, V. (1996). ‘Profile of laboratories, industrial partnerships and organization of R&D : the dynamics of relations with industry in a large research organization.’ Research Policy, 25(4), 901-922.
- Joly, P. B., Looze, M. A., Coronini, R. & Mangematin, V. (1996). ‘Genome patents.’ Nature, 384, 608.
- Mangematin, V. (1996). ‘Tout savoir sur les programmes publics de recherche.’ Compte rendu de lecture de : La gestion stratégique de la recherche, Callon, M.;Larédo, P.;Mustar, P;. Gérer et Comprendre. Annales des Mines, (43).
- Mangematin, V. (1996). ‘Pour une vision globale de la société dans laquelle nous vivons’, compte rendu de lecture du livre “L'ordre économique de la société moderne : un réexamen de la théorie de la regulation”, de B. Billaudot, Ed L'Harmattan, 1996. Gérer et comprendre , 44.
- Mangematin, V. & Nesta, L. (1996). ‘Capacité d'absorption, nature et degré d'incorporation des connaissances : une analyse à partir des contrats de recherche partagée entre l'industrie et le CNRS.’ Revue d'économie industrielle , (soumis).
- Mangematin, V. & Poli, M. S. (1996). ‘Prospective dans le secteur des semences : quand la linguistique traque l'implicite.’ Gérer et Comprendre , 46, 43-55.
- Joly, P. B. & Mangematin, V. (1995). ‘Les acteurs sont-ils solubles dans les réseaux ?’ Economie et société, Série W  - 2(9), 17-50.
- Mangematin, V. (1995). ‘Parler pour ceux qui y sont restés’, compte rendu de l'ouvrage de C. Thuderoz, “La boite, le singe, le compagnon : syndicalisme et entreprise”, PUL-CNRS, 1994, 212 pages. Gérer et Comprendre , 40, 62-63.
- Mangematin, V. (1995). ‘Du vrai faux billet de 200 FF au commissaire priseur de Drouot’, compte rendu du livre  “Experts et faussaires : Pour une sociologie de la perception”, de C. Bessy et F. Chateaureynaud, Ed Metailié, 1995, 364 pages. Gérer et comprendre , (41).
- Mangematin, V. & Callon, M. (1995). ‘Technological Competition, Strategies of the firms and the Choice of the First Users: The Case of Road Guidance Technologies.’ Research Policy , 24(3), 441-459.
- Mangematin, V. & Weisenburger, E. (1995). ‘Strategies des Laboratoires de recherche: Etude de la dynamique d'evolution des organisations à partir de la theorie fondee sur les ressources.’ L'ecole chercheur
- Weisenburger, E. & Mangematin, V. (1995). ‘Le laboratoire de recherche : levier d'action dans la stratégie des organismes publics ou entité dotée d'une autonomie stratégique ?.’ Cahiers d'Economie et Sociologie Rurales , 37(4), 227-250.
- Mangematin, V. (1994). À propos de l'ouvrage dirigé par Frédérique Sachwald, “L'Europe et la globalisation, acquisitions et accords dans l'industrie”, édition Masson-IFRI, 380 pages. Futuribles, 188(Juin), 89-92.
- Mangematin, V. (1993). ‘Compétition technologique : les coulisses de la mise sur le marché.’ Gérer et Comprendre, 31(juin), 4-16.
- Mangematin, V. (1993). ‘Innovations et biotechnologies’, compte rendu de l'ouvrage “Les artifices du vivant”, C. Ducos et P.B. Joly, Economica, 1993. Gérer et Comprendre, 33, 54-55.
- Mangematin, V. (1992). ‘Entre marketing et innovation : la gestion du début du processus de compétition.’ Recherche et applications en marketing , VII(4), 32-54.
- Mangematin, V. (1992). ‘Le droit international : Un autre regard sur l'organisation économique et politique’, compte rendu de l'ouvrage RAMSES 93 : Synthèse annuelle de l'actualité mondiale, sous la direction de T. de Montbrial, Paris : IFRI-Dunod, 450 pages, octobre 1992. Gérer et Comprendre , 30(Mars), 94-95.
- Mangematin, V. (1989). ‘Investissement immatériel : essai de repérage concret.’ Histoires de développement , 7, 19-23.

}}